# Vijnanabhikshu
Vijñānabhikṣu est un philosophe indien du XVIe siècle qui vécut dans le nord de l'Inde. Il est connu pour être le commentateur du sāṃkhyapravacanasūtra et du brahmasūtra. Comme les philosophes du Vedānta, celui-ci rejette le pure dualisme Puruṣa - Prakṛti et la pluralité des puruṣa du Sāṃkhya. Il a commenté également les Yoga sūtra attribués à Patañjali ainsi que les commentaires (« Yogasūtrabhāṣya ») de Vyāsa.

## Œuvres
- Sāṁkhyasāra of Vijñānabhikṣu: text and translation with notes. Vijñānabhikṣu, Shiv Kumar.  Éd. Eastern Book Linkers, 1988
- The Sánkhya-Pravachana-Bháshya: a commentary on the aphorisms of the Hindu atheistic philosophy.  Vijñānabhikṣu. Numéro 1 de Bibliotheca Indica. Éd. Baptist Mission Press, 1856
- Yogavārttika. Vijñānabhikṣu, Trichur Subramaniam Rukmani. Éd. Munshiram Manoharlal, 1987.  (ISBN 9788121500562)
- Vijñānabhikṣu (trad. du sanskrit par Érik Sablé), Introduction aux Yoga-sûtras de Patanjali : Yoga-sara-samgraha, Grenoble, le Mercure dauphinois, 2015, 77 p. (ISBN 978-2-35662-079-8, BNF 44467128)